# Carnikava
Carnikava – miasto na Łotwie, w krainie Liwonia, w latach 2009–2021 w novadsie Carnikava. Było stolicą tejże jednostki administracyjnej, obecnie część novadsu Ādaži. Według danych na rok 2012, w mieście mieszkały 4083 osoby, a na rok 2015 w mieście mieszkały 4015 osoby.
Znajduje się tu stacja kolejowa Carnikava, położona na linii Ryga – Skulte.